# Mosbach (Feuchtwangen)

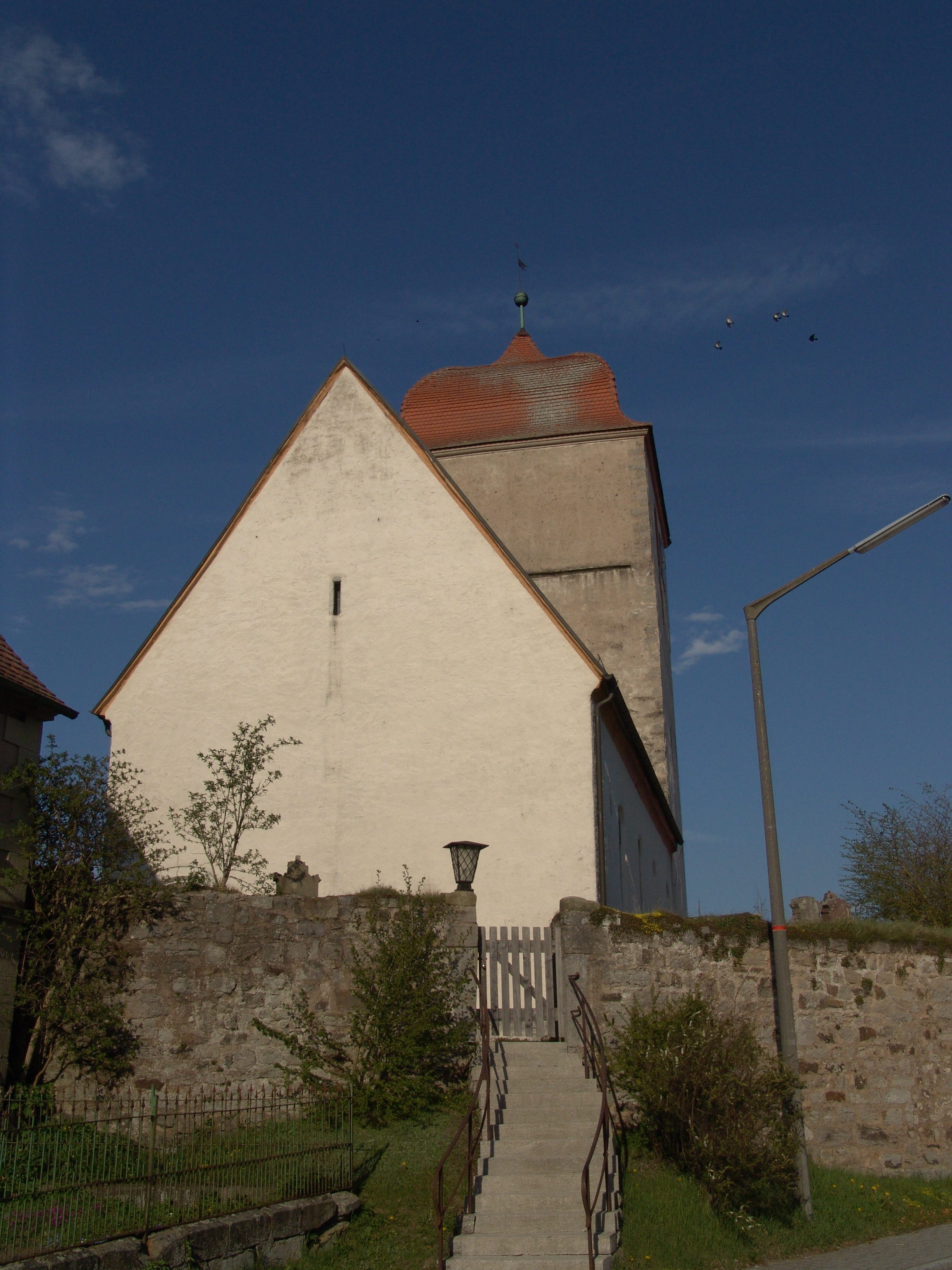
Michaeliskirche in Mosbach

Mosbach ([ˈmoːsˌbax] ⓘ) ist ein Gemeindeteil der Stadt Feuchtwangen im Landkreis Ansbach (Mittelfranken, Bayern). Die Gemarkung Mosbach hat eine Fläche von 16,538 km². Sie ist in 2098 Flurstücke aufgeteilt, die eine durchschnittliche Fläche von 7882,67 m² haben. In ihr liegen neben dem namensgebenden Ort die Gemeindeteile Bergnerzell, Kühnhardt am Schlegel, Reichenbach, Seiderzell und Tribur.

## Geografie
Das Pfarrdorf liegt am linken Ufer der Wörnitz, in die der Hegelbach durch den Ort mündet, nachdem er kurz vor der Siedlungsgrenze noch zwei Teiche durchlaufen hat. 1 km nordöstlich erhebt sich der Vogelbuck (515 m ü. NHN), 1 km östlich der Weinberg (510 m ü. NHN). Die Kreisstraße AN 5 führt nach Reichenbach zur Staatsstraße 1066 (2 km nördlich) bzw. nach Tribur (1,2 km südlich). Eine Gemeindeverbindungsstraße führt nach Feuchtwangen zur Bundesstraße 25 (4 km östlich).

## Geschichte
Die Ortschaften der ehemaligen Gemeinde entstanden wahrscheinlich im 6. bis 10. Jahrhundert. Nach dem Dreißigjährigen Krieg war die Gegend durch Pest und Kriegswirren fast ausgestorben. Im 17. und 18. Jahrhundert besiedelten Salzburger, Tiroler und Schweizer Auswanderer die Ortschaften neu.
Im Jahr 1551 wurde in Mosbach eine Schule gegründet, die bis 1971 fortbestand.
Mosbach lag im Fraischbezirk des ansbachischen Oberamtes Feuchtwangen. Im Jahr 1732 bestand der Ort aus 30 Anwesen mit 32 Mannschaften. Außerdem gab es noch 1 Kirche, 1 Pfarrhaus, 1 Schulhaus und 2 Hirtenhäuser. Die Dorf- und Gemeindeherrschaft hatte das Stiftsvogteiamt Feuchtwangen. Grundherren waren das Stiftsverwalteramt Feuchtwangen (1 Hof, 2 Höfe mit doppelter Mannschaft, 2 Tabern- und 1 Zapfenwirtschaft, 1 Schmiede, 1 Badhaus, 3 Bäckereien, 16 Gütlein bzw. Söldenhäuslein) und das Kastenamt Feuchtwangen (3 Söldenhäuslein, wobei die Abgaben zweier Anwesen an die Pfarrei Mosbach gingen). Von 1797 bis 1808 unterstand der Ort dem Justiz- und Kammeramt Feuchtwangen. Die Zahl der Anwesen blieb unverändert.
1806 kam Mosbach an das Königreich Bayern. Mit dem Gemeindeedikt (frühes 19. Jahrhundert) wurde der Steuerdistrikt Mosbach gebildet. Zu diesem gehörten Bergnerzell, Heiligenkreuz, Hilpertsweiler, Kühnhardt am Schlegel, Reichenbach, Seiderzell und Tribur. Wenig später entstand die Ruralgemeinde Mosbach mit den Orten Bergnerzell, Kühnhardt am Schlegel, Reichenbach, Seiderzell und Tribur formiert. Sie war in Verwaltung und Gerichtsbarkeit dem Landgericht Feuchtwangen und in der Finanzverwaltung dem Rentamt Feuchtwangen zugeordnet (1919 in Finanzamt Feuchtwangen umbenannt). Ab 1862 gehörte Mosbach zum Bezirksamt Feuchtwangen (1939 in Landkreis Feuchtwangen umbenannt) und von 1943 bis 1973 zum Finanzamt Dinkelsbühl, seit 1973 zum Finanzamt Ansbach.Die Gemeinde hatte 1964 eine Gebietsfläche von 16,537 km².
1833 und 1913 wurden neue Schulgebäude errichtet, das letztere dient nun dem 1971 gegründeten SV Mosbach als Sportheim.
1901 wurde die Freiwillige Feuerwehr Mosbach-Tribur gegründet. 1932 wurde der Posaunenchor durch Pfarrer Schmidt gegründet.
Als die Amerikaner während des Zweiten Weltkriegs in Reichenbach ihr Hauptquartier einrichteten, ergab sich die Ortschaft Mosbach und der damalige Lehrer Fischer und Pfarrer Schmidt liefen mit einer weißen Fahne in der Hand zum Hauptquartier der Amerikaner. Als sie nach Mosbach zurückkehrten, sahen sie, dass auf dem Kirchturm der Michaeliskirche in Mosbach bereits von den Frauen der Ortschaft eine weiße Fahne gehisst worden war. Seiderzell und Kühnhardt brannten zur Hälfte ab.
Am 1. Januar 1972 wurde die Gemeinde Mosbach im Zuge der Gebietsreform in Bayern nach Feuchtwangen eingegliedert.

### Baudenkmäler
In Mosbach gibt es vier Baudenkmäler:
- Haus Nr. 14: eingeschossiges Wohnstallhaus mit verputztem Fachwerkgiebel, wohl 18. Jahrhundert
- Haus Nr. 20: Wohnstallhaus, eingeschossiges giebelständiges Gebäude mit Steildach, mit zweigeschossigem Quergiebel, Fachwerk, Mitte 19. Jahrhundert
- Haus Nr. 44: evangelisch-lutherische Pfarrkirche St. Michael, Chorturmkirche, Anlage des 15. Jahrhunderts, Turm von 1489, 1621 Turm nach Brand verkürzt wieder aufgebaut mit einer welschen Haube; mit Ausstattung; Friedhof, im Kern spätmittelalterliche Anlage, Veränderungen wohl 18./19. Jahrhundert, mit Grabsteinen; Ummauerung, im Kern spätmittelalterlich, ovaler Ring aus einer mächtigen Mauer, die ursprünglich eineinhalb Meter höher war und an der Innenseite ein hervorspringendes Dach mit einem Wehrgang hatte, das 1833 entfernt wurde, um etwas mehr Licht zu gewinnen
- Friedhofskreuz, Corpus, Metall, an Steinkreuz, bez. 1912.

### Einwohnerentwicklung
Gemeinde Mosbach
| Jahr      | 1818  | 1840   | 1852   | 1855   | 1861   | 1867   | 1871   | 1875   | 1880   | 1885   | 1890   | 1895   | 1900   | 1905   | 1910   | 1919   | 1925   | 1933   | 1939   | 1946   | 1950   | 1952   | 1961   | 1970   |
| Einwohner | 867   | 815    | 851    | 831    | 882    | 843    | 845    | 855    | 865    | 859    | 841    | 774    | 784    | 780    | 776    | 794    | 754    | 698    | 680    | 940    | 892    | 780    | 662    | 639    |
| Häuser    | 142   | 148    |        |        |        |        | 161    |        |        | 165    | 167    |        | 160    |        |        |        | 153    |        |        |        | 143    |        | 139    |        |
| Quelle    | [ 8 ] | [ 15 ] | [ 16 ] | [ 16 ] | [ 17 ] | [ 18 ] | [ 19 ] | [ 20 ] | [ 21 ] | [ 22 ] | [ 23 ] | [ 16 ] | [ 24 ] | [ 16 ] | [ 25 ] | [ 16 ] | [ 26 ] | [ 16 ] | [ 16 ] | [ 16 ] | [ 27 ] | [ 16 ] | [ 10 ] | [ 28 ] |

Ort Mosbach
| Jahr      | 001818 | 001840 | 001861 | 001871 | 001885 | 001900 | 001925 | 001950 | 001961 | 001970 | 001987 | 002012 |
| Einwohner | 238    | 228    | 232    | 218    | 240    | 201    | 189    | 254    | 172    | 162    | 161    | 157    |
| Häuser    | 40     | 45     |        |        | 44     | 42     | 41     | 40     | 37     |        | 44     |        |
| Quelle    | [ 8 ]  | [ 15 ] | [ 17 ] | [ 19 ] | [ 22 ] | [ 24 ] | [ 26 ] | [ 27 ] | [ 10 ] | [ 28 ] | [ 29 ] |        |

## Religion
Der Ort ist Sitz der Pfarrei St. Michael und seit der Reformation evangelisch-lutherisch geprägt. Die Einwohner römisch-katholischer Konfession sind nach St. Ulrich und Afra (Feuchtwangen) gepfarrt.

## Wanderwege
Durch den Ort führt der Fernwanderweg Roter Flieger von Neustadt an der Aisch nach Feuchtwangen.

## Persönlichkeiten
- Samuel Vogtherr (1555–1584), Doktor der Theologie, Schüler Melanchthons, Pfarrer in Mosbach und ein berühmter Augenarzt
- Wilhelm Vocke (1886–1973), deutscher Finanzfachmann, erster Präsident der Bank deutscher Länder/Bundesbank, hat als Kind in Mosbach gelebt.